# 18th Dye
18th Dye war eine deutsch-dänische Noise-Rock-Band.

## Geschichte
Die Band wurde zu Beginn der 1990er Jahre von Sebastian Büttrich (DE), Piet Bendtsen (DK) und Heike Rädeker (DK/DE) in Berlin gegründet. Nach einigen Auftritten wurde das Trio von Yo La Tengo entdeckt und an das US-amerikanische Independent-Label Matador Records vermittelt. In den USA und Großbritannien sollten sie schließlich eine größere Fangemeinde gewinnen als in ihrer Heimat.
Das Debütalbum Done erschien 1992. Ihm folgte eine sechs Titel umfassende EP namens Crayon, welche von Iain Burgess produziert wurde. Nach einem Wechsel zu Cloudland Records erschien 1995 das Album Tribute To A Bus. Als Produzent fungierte Steve Albini, der zuvor schon Alben von The Breeders, PJ Harvey, Big Black, Pixies und Nirvana produzierte. Letztgenannte sind neben Sonic Youth und Velvet Underground als wichtiger Einfluss zu nennen. Schroffe und nachdenklich-melodische Passagen folgen – oft überraschend – aufeinander. 18th Dye spielten im Vorprogramm von Yo La Tengo, Stereolab und Notwist. 1993 spielte die Band auf dem dänischen Roskilde-Festival. 1994, 1995 und 1999 lud sie John Peel in seine berühmte Sendung Peel Sessions ein. Nach Abschiedsauftritten in Berlin, London und Kopenhagen im Jahr 1999 gaben sie ihre Auflösung bekannt.
Sebastian Büttrich und Piet Bendtsen gründeten die Bands Kikkert und Test. Die Bassistin Heike Rädeker spielte bei Evonike und Wuhling. Die Soloprojekte waren allerdings von kurzer Dauer und die Bandmitglieder zogen sich vorübergehend aus dem Musikgeschäft zurück.
Im Sommer 2005 fand man wieder zusammen. Bei ihren Auftritten in Schweden, Dänemark und Deutschland stellten 18th Dye einige neue Titel vor. Bei weiteren Auftritten im Frühjahr 2006 wurde eine neue Veröffentlichung in Aussicht gestellt. Ende März 2008 erschien das Album Amorine Queen, dessen archaischer, unzeitgemäßer Stil angesichts der langen Pause von der Kritik gelobt wurde. Am 29. Januar 2010 gaben sie die Trennung bekannt mit der Begründung „dass sie nicht mehr in der Lage sind als Band zusammen zu komponieren, kreieren und handeln“.

## Diskografie

### Alben
- 1992: Done (DK, 1994 in UK)
- 1995: Tribute To A Bus
- 1998: Left (Sampler mit Singles, Outtakes und Raritäten)
- 2008: Amorine Queen

### EPs
- 1993: Crayon (DK, 1994 in US)

### Singles
- 1994: Whole Wide World / Fragile Stars (UK)
- 1994: Dive / Coffee Cup Revisited (US)
- 1994: Dive / Can You Wink? / Plumbing & Soon Forgetting (UK)
- 1995: Play W/ You  / Gout S.F. / F. (UK, DE)
- 1995: F*4  / Trains and Boats and Planes (UK)